# Aleks Wilkko
Aleksanteri "Aleks" Wilkko, född 14 februari 1882 i Viborg, död 8 juni 1932 i Helsingfors, var en finländsk trumpetare.
I hemstaden Viborg var Wilkko verksam vid Viborgs musikvänners orkester och blev en tid senare engagerad vid Wiener Musikverein, vilket gjorde honom till en av få samtida finländska musiker med framgångsrika karriärer i utlandet. Efter återkomsten till Finland var Wilkko engagerad vid bland annat Helsingfors filharmoniska orkester, Helsingfors symfoniorkester och Helsingfors stadsorkester. Efter att en tid arbetat som militärkapellmästare, anställes han 1928 som förste trumpetist vid Radioorkestern; en position han kvarhöll till sin bortgång. Bland hans elever vid Helsingfors musikinstitut märks Georg Malmstén.
Wilkko avled på tuberkulossjukhuset i Helsingfors och gravsattes den 12 juni på Sorvali begravningsplats i Viborg. Vid jordfästningen framfördes körsång, Rundradions chef Hjalmar Walldén närvarade och kransar från Rundradion, Radioorkestern och Finlands musikerförbund nedlades.
1929 gjorde Wilkko två skivinspelningar, varav en tillsammans med Salonkiorkesteri Graco.

## Skivinspelningar
- Balladi oopperasta Kaarle kuninkaan (tillsammans med Salonkiorkesteri Graco)
- Suomalainen kansanlaulu